# Ruđina Balšić
Ruđina Balšić, död 1420, var en albansk-montenegrinsk adelskvinna. 
Hon var regerande furstinna av Vlorë, Berat, Kaninë och Himarë, som hon ärvde av sin make, mellan 1414 och 1417, och guvernör av Budva i furstendömet Zeta mellan 1417 och 1420.